# Carpotroche amazonica
Carpotroche amazonica är en tvåhjärtbladig växtart som beskrevs av C. Martius. Carpotroche amazonica ingår i släktet Carpotroche och familjen Achariaceae. Inga underarter finns listade i Catalogue of Life.